# Бардо (гевог)

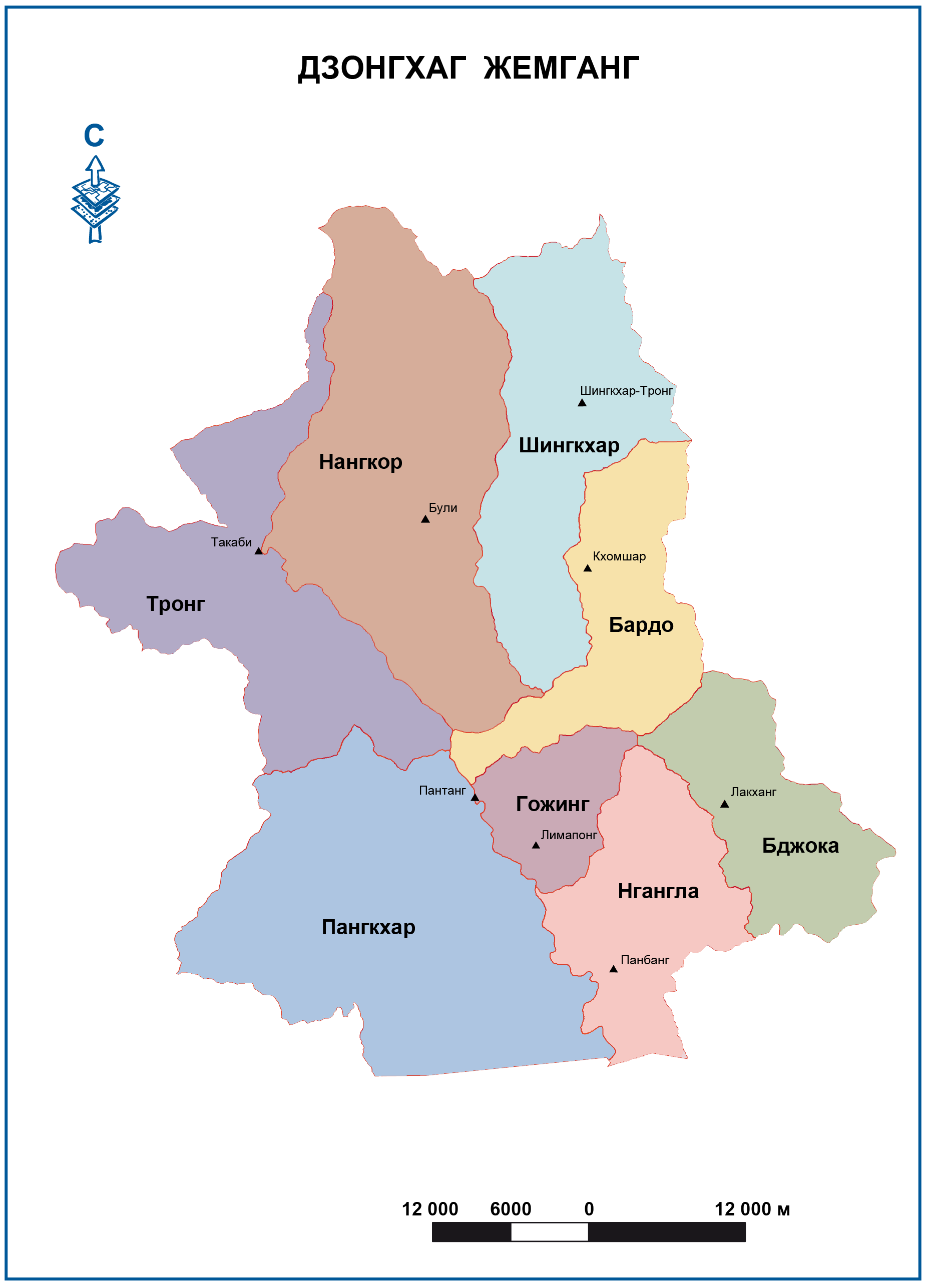
Гевоги дзонгхага Жемганг

Бардо (дзонг-кэ བར་ད།, лат. Bardo, Bardho) — гевог в дзонгхаге Жемганг в Бутане.

## География
Территория гевога расположена в восточной и немного в центральной части дзонгхага Жемганг. Гевог занимает площадь 210 кв.км. Гевог расположен в долине реки Чамкхар (англ. Chamkhar Chu) на восточном берегу этой реки.
Среди населённых пунктов относительно уровня моря самый высокий - на высоте 1770 метров, а самый низкий - 1050 метров.
Гевог Бардо разделён на 5 чивогов (англ. Bardo, Khomshar, Phulabi, Langdorbi, Digala). В гевоге расположено 14 деревень.
75% территории гевога покрыто лесами.

## Экономика
В северной части гевога Бардо постепенно увеличивается площадь культивированных земель. Значительное увеличение использования земель имело место вокруг таких деревень как Khomshar, Langdurbi и Digala. Окрестные леса используются для производства лесной продукции.
В гевоге имеется около 148 акров водно-болотных угодий, на которых население выращивает рис, гречиху и пшеницу. Около 378 акров земель засеяны кукурузой, гречихой, а также пшеницей. На прочих сельскохозяйственных землях (около 650 гектаров) выращивается суходольный рис, кукуруза и могар.
В гевоге расположено 10 ирригационных систем общей протяжённостью 30,97 км.

## Население
В начале 2000-х годов на территории гевога было расположено семь основных деревень (таких как англ. Bardo, Khomshar, Langdurbi, Digala, Phulabi, Kalamti) с 279 домохозяйствами. На начало 2000-х годов только 53 % населения гевога имело доступ к питьевой воде. В начале 2010-х годов численность домохозяйств составляла 337, питьевой водой было обеспечено 339 домохозяйств, а туалетами - 347, ни одно домохозяйство ни в одной деревне не было электрифицировано.
В начале 2010-х годов образование в гевоге обеспечивается двумя неформальными обучающими центрами (англ. Non-formal Education Centers) и четырьмя начальными школами (англ. Primary schools). В начале 2010-х годов в неформальных обучающих центрах училось 30 человек.
В начале 2000-х годов медицинские услуги предоставляли два медицинских пункта и три ORC (англ. Out Reach Clinics). В начале 2010-х годов медицинские услуги предоставляли два пункта первой помощи (англ. Basic Health Units) и четыре ORC (англ. Out Reach Clinics).
В гевоге расположено 14 лакхангов, среди которых 7 принадлежат местным сообществам, а 7 - частные.

### Численность населения
| Год                     | 2005, перепись | 2008, зарегистрированные избиратели | 31.12.2010, лица, имеющие право голосовать на выборах |
| ----------------------- | -------------- | ----------------------------------- | ----------------------------------------------------- |
| Численность всего, чел. | 1997           | 2091                                | 2306                                                  |
| - мужчин всего, чел.    | 998            |                                     |                                                       |
| - женщин всего, чел.    | 1009           |                                     |                                                       |

## Транспорт и коммуникации
От Dakpai до Бардо пять дней пешком, а в некоторые южные деревни в начале 2000-х годов можно было добраться быстрее (два дня пешком) от крайней точки дороги Tingtibi - Praling. Некоторые из деревень были недоступны во время сезона муссонов, так как большинство вьючных троп построено через сложную местность и скалы. В начале 2010-х годов в гевоге имелось 6 подвесных мостов и 2,5 км подъездных дорог.
Все 14 деревень гевога имеют доступ к мобильной связи.